# Schauspielhaus Düsseldorf

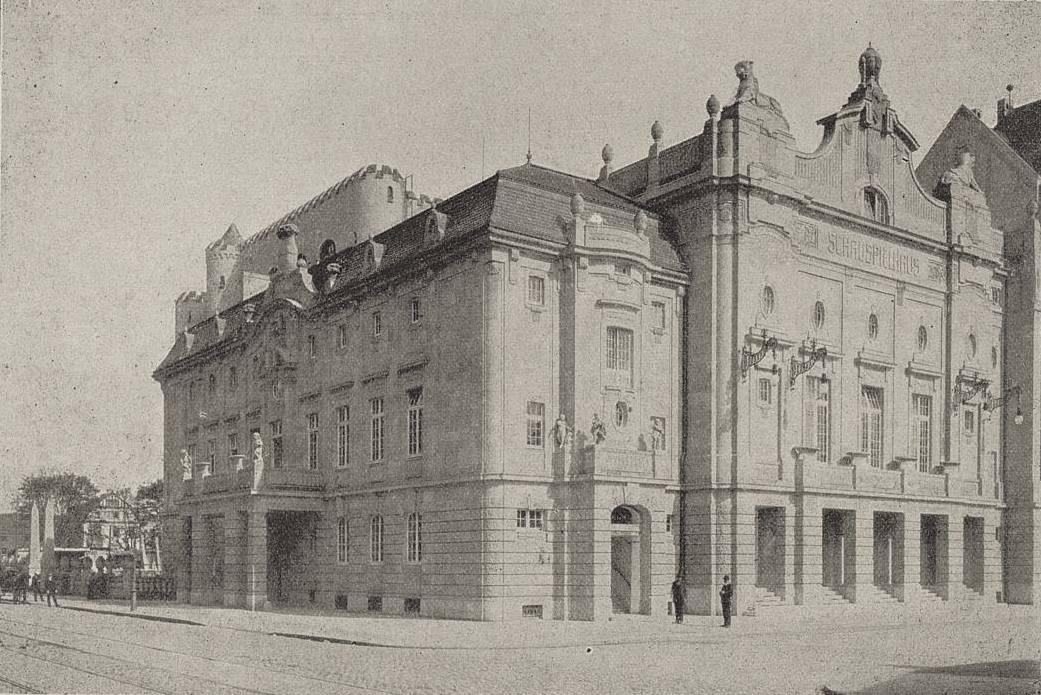
Hauptansicht, Ecke Carl-Theodor- und Kasernenstraße (1905)

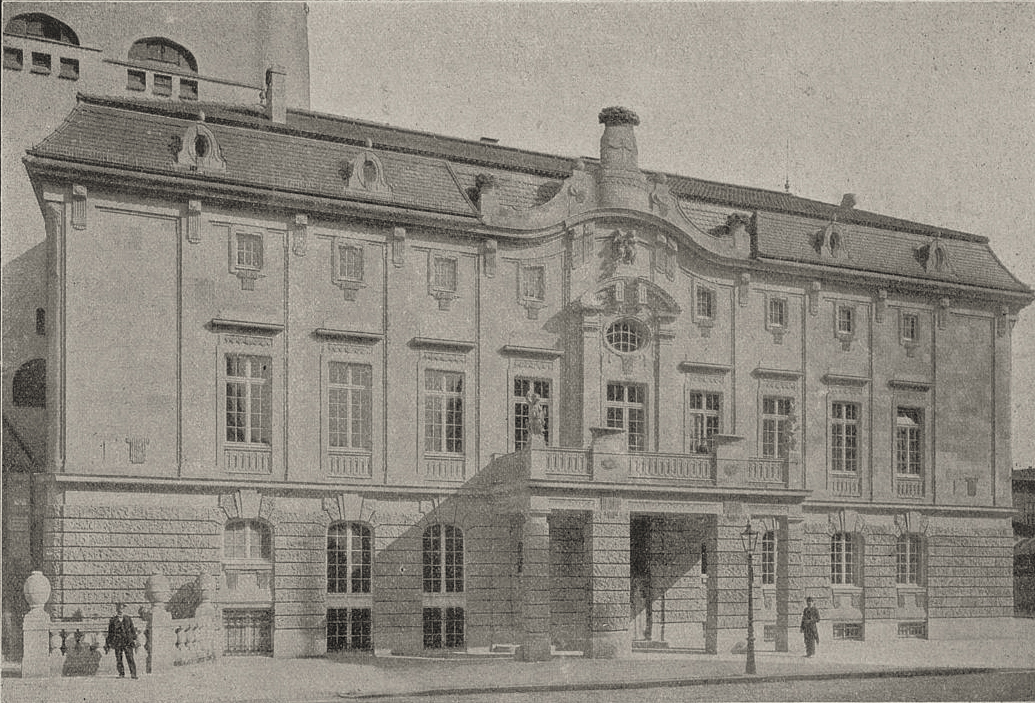
Fassade an der Kasernenstraße (1905)

Das Schauspielhaus Düsseldorf, am 16. Juni 1904 von Louise Dumont und Gustav Lindemann in Verbindung mit zehn Gesellschaftern aus Industrie, Verwaltung und Kunstakademie als GmbH gegründet, befand sich an der Carl-Theodor-Straße, Ecke Kasernenstraße. Es wurde nach Entwurf des Berliner Architekten Bernhard Sehring von 1904 bis 1905 durch die Baufirma Boswau & Knauer gebaut und am 28. Oktober 1905 mit der Tragödie Judith von Friedrich Hebbel eröffnet.
Das Schauspielhaus Düsseldorf stand in direkter Konkurrenz zum kommunalen Stadttheater Düsseldorf, später Städtische Bühnen Düsseldorf. Mit seinem ambitionierten Spielplan und ästhetisch-künstlerischen Leistungen wurde es zur „Vorbühne des Westens“ (Carl Niessen). 1932, nach dem Tode von Louise Dumont, bemühten sich Gustav Lindemann und der Kölner Oberbürgermeister Konrad Adenauer um eine Fusion mit dem Schauspiel Köln unter dem Namen „Deutsches Theater am Rhein“. Die nationalsozialistische Machtübernahme 1933 verhinderte die Fortführung des Projektes.
Mit Beginn der Spielzeit 1933/34 wurde das Gebäude als zusätzliche Spielstätte an die Städtischen Bühnen Düsseldorf vermietet. Die Bezeichnung „Schauspielhaus“ blieb für die Bühne dabei erhalten. Als eigenständige kulturelle Institution war das Schauspielhaus damit am Ende. Während des Pfingstangriffs am 12. Juni 1943 wurde das Gebäude zerstört und danach nicht wieder aufgebaut.
Auf dem Grundstück des vollständig zerstörten Gebäudes, dessen Ruinen im Sommer 1952 niedergelegt wurden, entstand die Industrie-Kreditbank IKB. Damit wurden, bis auf eine Gedenktafel am neuen Gebäude, sämtliche Spuren des Privattheaters von Dumont und Lindemann aus dem Düsseldorfer Stadtbild beseitigt.
Das 1951 von Gustaf Gründgens initiierte Düsseldorfer Schauspielhaus, das sich bis 1970 im wiederhergerichteten ehemaligen Operettenhaus (Kleines Haus der Städtischen Bühnen, Düsseldorf) an der Jahnstraße befand und heute neben dem Dreischeibenhaus den Gustaf-Gründgens-Platz dominiert, begründete hingegen eine neue eigene Tradition, die sich aus den Städtischen Bühnen Düsseldorf herleitet.

## Beschreibung

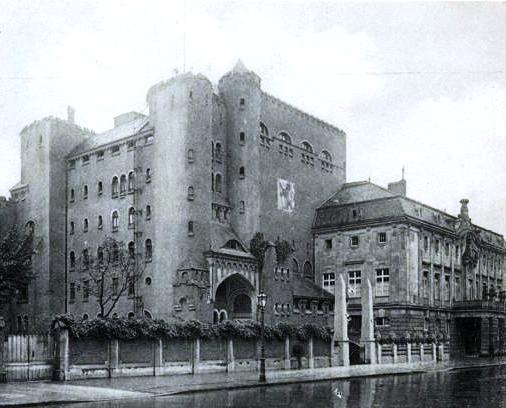
Ansicht von der Kasernenstraße

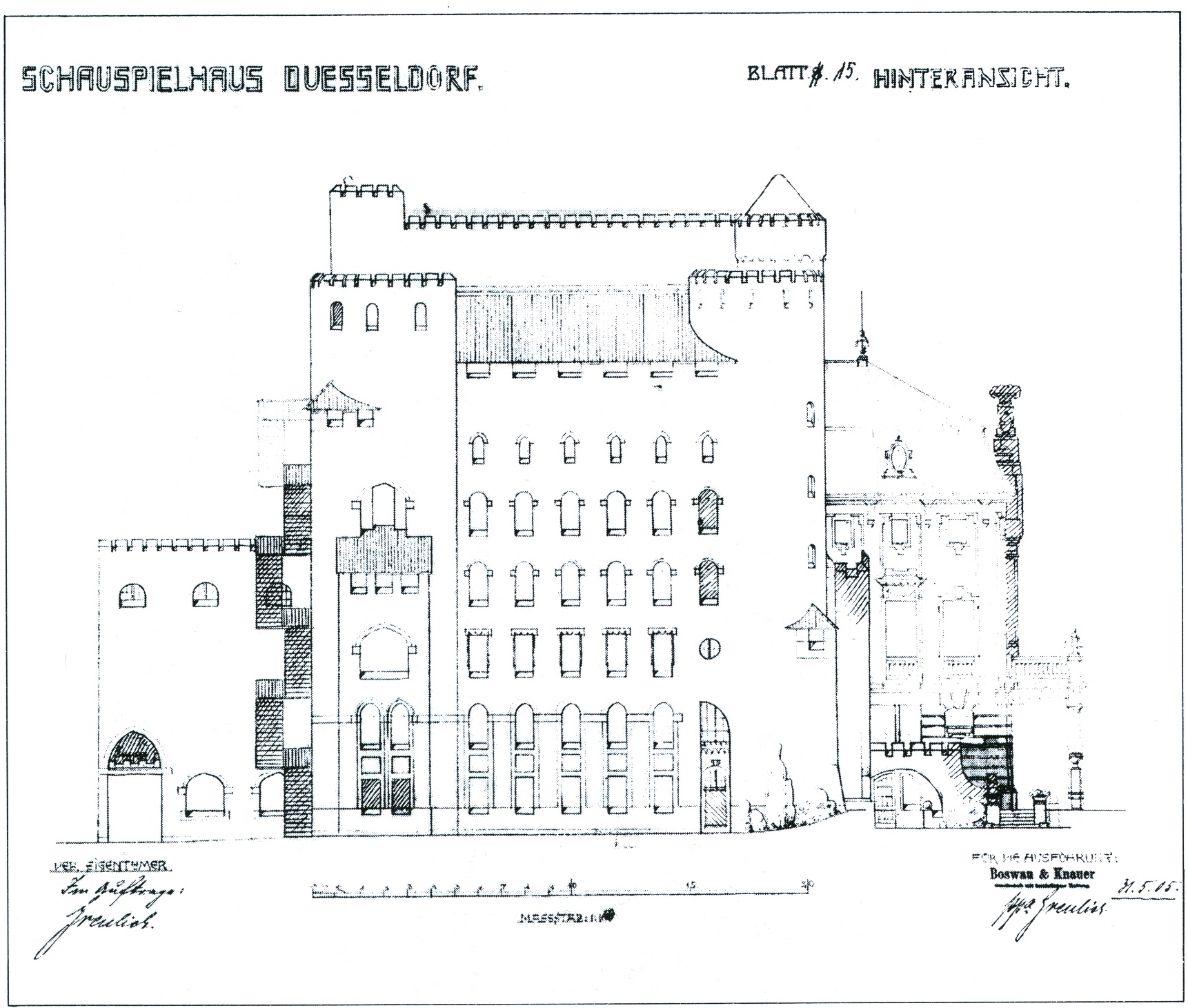
Seitenansicht

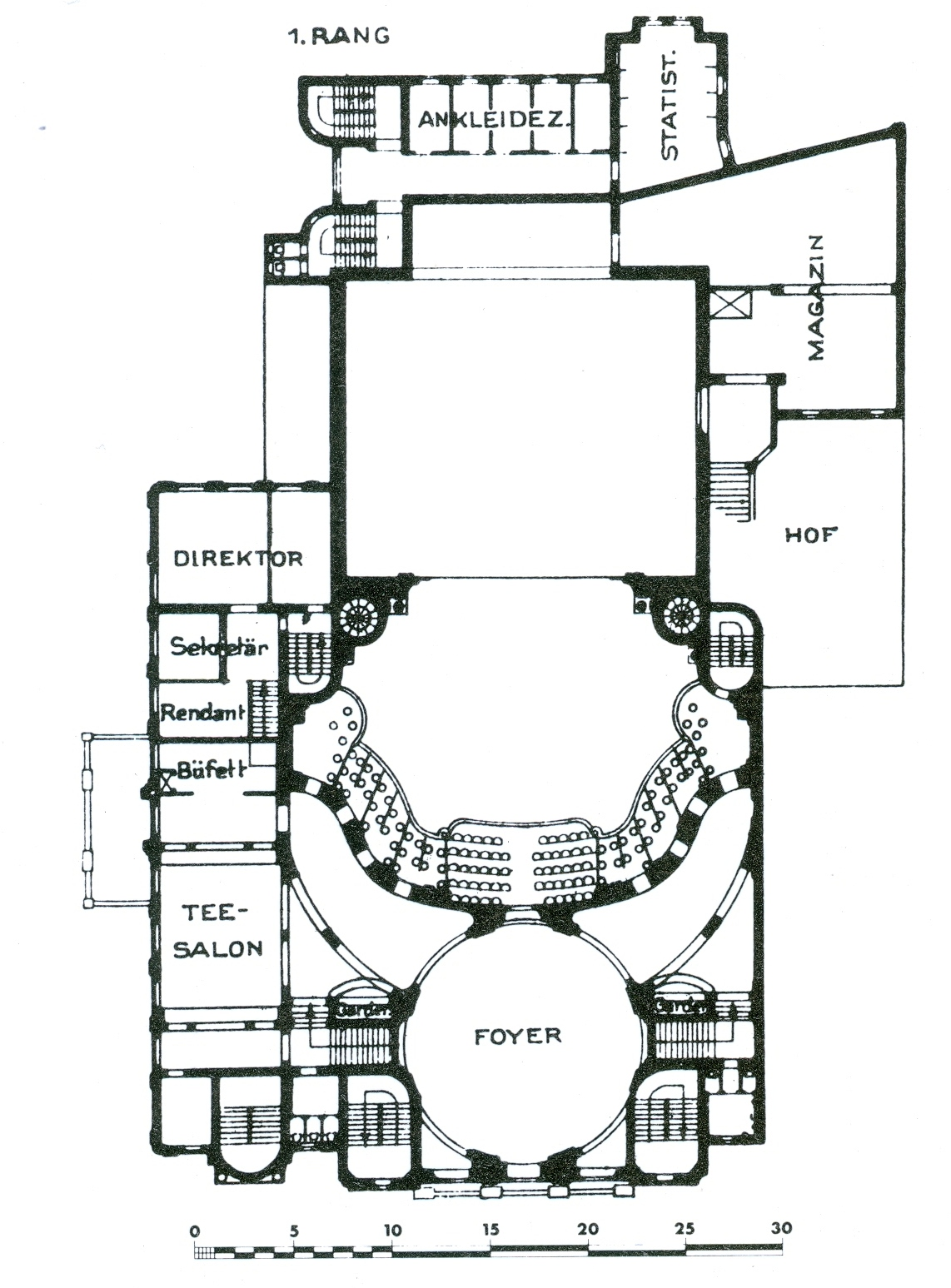
Grundriss

Das Haus hatte ein reduziertes Rangsystem. Dabei wurde der obere der beiden Ränge nicht mehr bis zum Proszenium durchgeführt und blieb auf den rückwärtigen Teil des Zuschauerraums beschränkt. Man dehnte die Bestuhlung des Parterres keilförmig aus und ließ die seitlichen Parterrelogen entfallen. Zugleich wurde auf die Proszeniumslogen und zugehörigen Logen verzichtet.
Das Zuschauerhaus wurde im Stil des Neobarock erbaut. Es entsprach somit einer der Möglichkeiten zur Gestaltung von Theatern in jener Zeit (Historismus). Das ihm zugeordnete Bühnenhaus war jedoch im damals neuen Baustil der Reformarchitektur errichtet. So hatte der Kubus aus unverputzten Ziegelwänden, mit Rundtürmen und Zinnenkranz einen „festungsartigen Charakter“ und orientierte sich an der Heimatgeschichte des Ortes (Heimatschutzarchitektur). So beginnt die geschriebene Geschichte des Düsseldorfer Stadtgebiets mit der Gründung eines Klosters in Kaiserswerth, wo Kaiser Friedrich Barbarossa später eine neue Kaiserpfalz als mächtige Zollfestung zur Abgabe des Rheinzolls erbaute.
Der Gegensatz von Zuschauerhaus und Bühnenhaus zeichnete das Gebäude aus – während das Zuschauerhaus noch den Historismus pflegte, hatten die Architekten den überkommenen Stil bei dem Bühnenhaus aufgegeben, um sich der neuen Architektur mit der Pflege der regionalen Bautradition zu widmen – „Diese Polarität der beiden wichtigsten Teile eines Theater der Bühne und des Zuschauerhauses stellt das Düsseldorfer Schauspielhaus in deutlichen Gegensatz zu allen anderen rheinischen Theaterbauten um die Jahrhundertwende, bei denen trotz einer allgemeinen Hervorhebung der Bühnenhäuser offensichtlich die Schaffung eines in sich geschlossenen Baukomplexes angestrebt wurde“.